# Herschel Evans
Herschel Evans (Denton (Texas), 9 de març de 1909 - Nova York, 9 de febrer de 1939) fou un saxofonista i clarinetista de jazz.
Es formà en aquells instruments de form autodidàctica i als vint anys actuà com a solista en diversos conjunts com els d'Edar Battle, Terrence Holder i Troy Floyd. Després va romandre una temporada a Kansas, sempre en prestigiosos conjunt de jazz; el 1930 ingressà en la cèlebre orquestra de Lionel Hampton, i el 1936 en la no menys famosa de Count Basie, en la que hi va romandre fins al seu prematur decés. Fou precisament amb en Basie quan començà assolir la plena maduresa amb el seu instrument. Amb el saxo participà en duels memorables amb d'altres virtuosos, tals com Lester Young company seu en l'orquestra de Basie.